# Televisión en Argentina
La televisión es uno de los muchos medios importantes de comunicación en la República Argentina que intervienen tanto en la cultura como en la sociedad.
Su primera emisión oficial fue realizada el 17 de octubre de 1951,
televisándose el Día de la Lealtad Peronista de aquel año (siendo también el último acto público de la primera dama Eva Perón junto a su esposo, el presidente Juan Domingo Perón) a partir de las 14:20 horas.
La transmisión corrió por parte de Canal 7, hoy denominada Televisión Pública, a 2020 la televisora con mayor cobertura a nivel nacional. Los canales privados, existentes desde 1960, cuentan con una amplia cantidad de emisoras con sede en diferentes ciudades del país.
En la pantalla local se encuentran exponentes, así como también precursores u originarios, de los más variados géneros y formatos televisivos, existiendo numerosos programas de producción propia, así como versiones locales de formatos adquiridos en el exterior, y en algunos casos reposiciones de programas nacionales y extranjeros.
La Argentina es la cuarta potencia a nivel mundial en materia de exportación de formatos televisivos, solo superada por Estados Unidos, Países Bajos y Reino Unido.
También, es importante el desarrollo de la televisión por cable: el país concentra casi la mitad de la audiencia de televisión de pago en Argentina.
En 2012, los argentinos dedicaban el 45 % del tiempo destinado a la televisión para ver cable.

## Historia

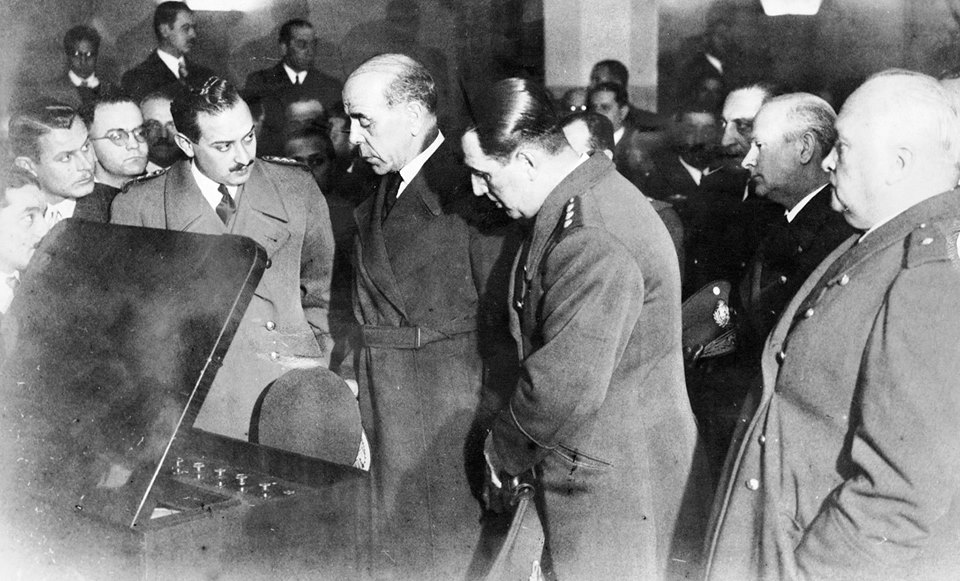
Martín Tow mostrándole al presidente Edelmiro Farrel y al vicepresidente Juan Domingo Perón, distintos equipamientos de transmisión de televisión, en 1944. (Foto del Archivo General de la Nación).

### Los principios (1951-1959)
La primera exhibición de televisión en Argentina ocurrió en abril de 1939, cuando un equipo del Instituto de Investigación de los Correos Alemanes realizó una exposición de equipos en el local de la Comisión Nacional de Bellas Artes en Buenos Aires.
Posteriormente realizarían exhibiciones durante el mismo año en Brasil, Chile y Perú.
La primera licencia para una estación de televisión en Argentina fue otorgada en 1945 a Martín Tow, aunque solo de carácter experimental.
En 1951, el empresario Jaime Yankelevich, director de Radio Belgrano y pionero de la radiofonía en el país, viajó a Estados Unidos para comprar los primeros equipos de transmisión Standard Electric, para así traer la televisión a la Argentina. Los primeros equipos costaron 26 millones de dólares estadounidenses.
Un año después, en 1952, Yankelevich le solicitó al gobierno de Juan Domingo Perón un nuevo permiso para montar una emisora. Luego de algunas pruebas, el 23 de septiembre de 1951 se pudieron ver las primeras imágenes transmitidas a receptores ubicados en los comercios del centro de Buenos Aires. Ese día comenzó a funcionar LR3 Radio Belgrano TV, que pronto se convertiría en Canal 7, cuya transmisión inaugural fue el acto político conocido como el Día de la Lealtad desde la Plaza de Mayo (frente a la Casa Rosada, la casa de Gobierno de la Argentina, en la ciudad de Buenos Aires, el 17 de octubre de 1951 y el comienzo de las emisiones regulares, poco después, el 4 de noviembre de ese año.
A las dos semanas, la transmisión del partido de fútbol entre San Lorenzo y River Plate desde el estadio Viejo Gasómetro, marcó el inicio del deporte en la recién nacida televisión.
También aquel año, entre el 1 de diciembre y el 5 de diciembre se transmitió la primera final entre Bánfield y Rácing por el campeonato, desde el Viejo Gasómetro
La llegada de la televisión a la Argentina fue vista con cierto recelo en el mundo político: tanto dentro como fuera del peronismo existían cuestionamientos respecto a la viabilidad del medio en un país no industrializado. Los opositores antiperonistas afirmaban que todo respondía a un «capricho» de Eva Perón, quien habría pedido que el acto anual por el Día de la Lealtad se televisara. La oposición criticaba que la televisión representaría el modo en que el Gobierno consolidaría su creciente control mediático. Sin embargo, para el público la llegada de la «caja mágica» era una señal de que la Argentina estaba a la vanguardia del mundo, por lo que fue recibida con gran entusiasmo.
En el nuevo medio se fueron formando artistas, operadores, escenógrafos, camarógrafos, maquilladores, iluminadores y directores, la mayor parte de ellos provenientes del mundo del espectáculo que en aquel momento vivía su época de oro: el teatro, el cine y la radio. Todo se hacía en vivo, dando lugar muchas veces a equívocos e improvisaciones. Tal como ocurría con la radio en aquel entonces, algunos espacios eran comprados por las empresas comerciales o agencias de publicidad, por lo que Canal 7 no era el patrocinador de todos sus programas.

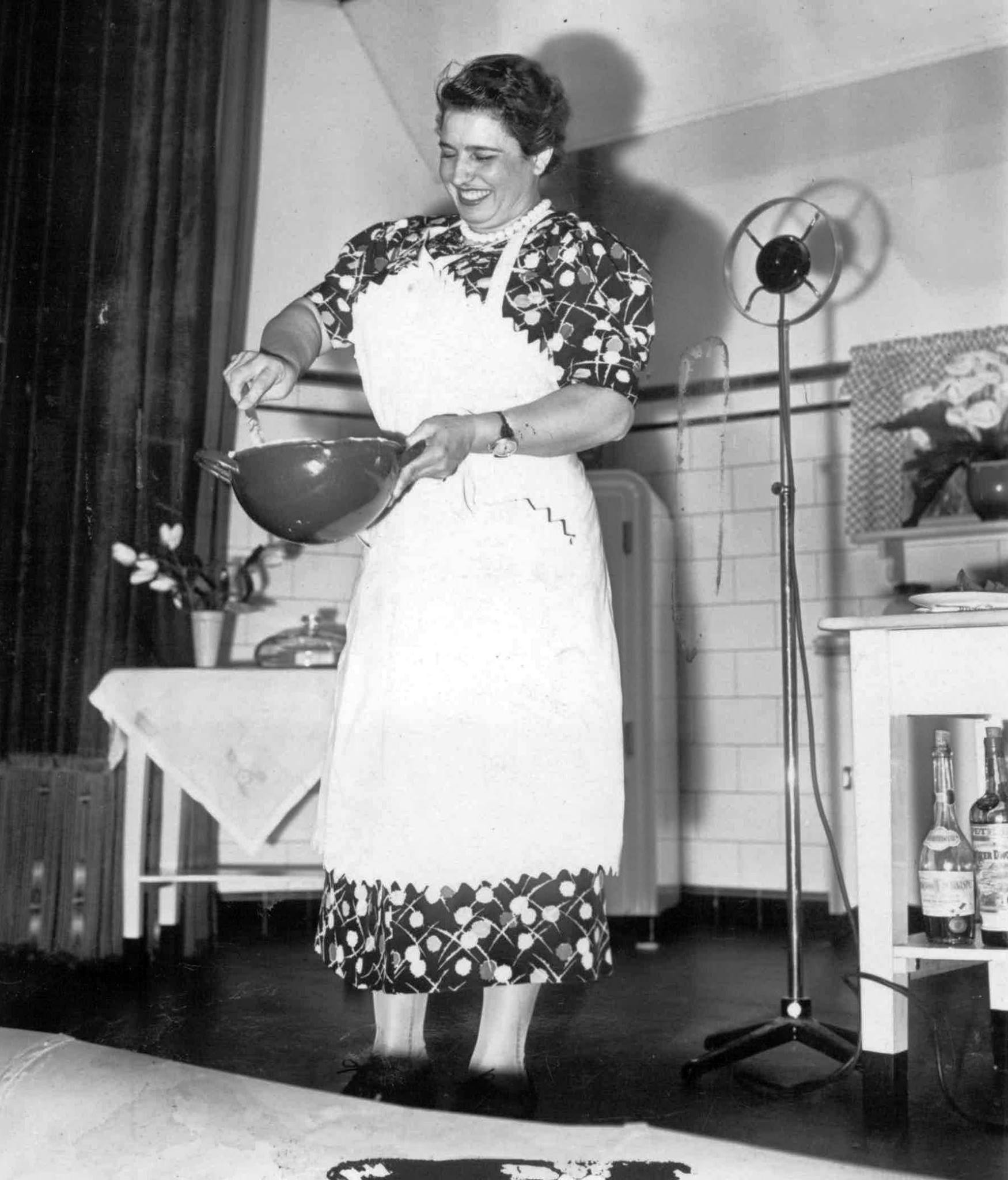
En los primeros años de la televisión argentina, los programas culinarios eran los favoritos del ama de casa. Desde 1952 y por más de 30 años, la recordada doña Petrona (Petrona C. de Gandulfo) y su infaltable ayudante Juanita (Juana Bordoy), enseñaron a cocinar a generaciones de argentinos en el programa Buenas tardes, mucho gusto.

Debido a las críticas existentes sobre el control estatal de los medios de comunicación, en 1954 Perón decidió concederle la licencia del Canal 7 a una empresa privada, la Editorial Haynes. Sin embargo, el 16 de septiembre de 1955 Perón fue derrocado por un grupo de militares en la autodenominada Revolución Libertadora. La dictadura de Aramburu revocó la licencia privada y ocupó Canal 7. Desde entonces, la emisora ha estado en manos del Estado nacional.
A diferencia de otros países latinoamericanos como
Brasil,
Cuba,
México,
República Dominicana y
Venezuela,
el desarrollo de la televisión en la Argentina fue relativamente lento debido a la inestabilidad política y económica que vivió el país tras el derrocamiento del Gobierno constitucional de Perón en 1955. Durante este tiempo, se mantuvo un ambiente de improvisación. Por varios años, el Canal 7 contaba con tan solo un estudio y cambiar el decorado podía demorar incluso 45 minutos, por lo que se recurrió al uso de material fílmico, generalmente noticieros, documentales y dibujos animados para llenar estos espacios. Recién en 1957 se solucionaría esta situación al trasladarse el canal al Edificio Alas.
El primer formato de producción nacional fue el Telenoticioso, al que siguieron los musicales y los culinarios con la mítica Petrona C. de Gandulfo, conocida como Doña Petrona. A partir de 1956, atendiendo a las demandas de un público predominantemente femenino nacieron las primeras telenovelas, como El hombre de aquella noche, con Juan José Míguez y Fernanda Mistral.
Fue pionero el Teleteatro a la hora del té, con Fernando Heredia y María Aurelia Bisutti.
En la programación general, en tanto, la oferta comenzó a ampliarse: se impusieron los programas periodísticos; las comedias familiares con Ángel Magaña, Mirtha Legrand, Osvaldo Miranda y Jorge Salcedo; y los shows musicales con la presentación de cantantes solistas como Blackie.
Nuevos nombres ganaron un lugar indiscutible en el flamante medio: Augusto Bonardo, Juan Carlos Thorry, Analía Gadé y hasta el diseñador de modas Jean Cartier.
En 1957 apareció por primera vez en la pantalla chica Tato Bores, un actor clásico del humor político que mantendría su vigencia hasta los años noventa, con interrupciones impuestas por la censura de diferentes gobiernos.
Tito Martínez del Box también realizó numerosos programas antes de ser contratado por la venezolana Radio Caracas Television en 1959.
Otros programas pioneros fueron:
Operación cero,
Todo el año es Navidad,
La familia Gesa,
Historias de jóvenes y
Obras maestras del terror.
Fue la década de los locutores Adolfo Salinas, Guillermo Brizuela Méndez, Pinky, Juan Carlos Rousselot, Julio Bringuer Ayala, Nelly Prince, Guillermo Cervantes Luro, Carlos D'Agostino, Cacho Fontana, entre otros. Entre los programas de deportes, se destacaba La cabalgata deportiva Gillette con transmisiones de boxeo, mientras que los estrenos cinematográficos eran cubiertos por periodistas como Domingo Di Nubila y Chas de Cruz con su Diario del cine.
El 25 de noviembre de 1957, fue aprobado el Decreto-Ley 15 460, que estableció el otorgamiento de licencias, dando origen a la televisión privada.

### La llegada de la televisión privada (1960 - 1969)
El año 1960 fue clave para el desarrollo de la televisión argentina: el 18 de abril iniciaron las transmisiones del Canal 12 de Córdoba, la segunda televisora del país y la primera en el interior, mientras que el 9 de junio del mismo año debutó la televisión privada en Buenos Aires con el Canal 9 de la Compañía Argentina de Televisión (CAdeTe) del cineasta germano-argentino Curt G. Lowe. El 1 de octubre, el cubano Goar Mestre, uno de los pioneros del medio a nivel latinoamericano y que desembarcó en la Argentina huyendo de la Revolución cubana, lanzó Canal 13,
propiedad de su empresa Producciones Argentinas de Televisión (Proartel).
El 21 de julio de 1961 apareció el Canal 11 de Difusión Contemporánea (Dicon), fundada por el sacerdote Héctor Grandinetti.
En la ciudad de La Plata (capital de la provincia de Buenos Aires y a 60 km al sureste de la ciudad de Buenos Aires), el 25 de junio de 1966 se inauguró Canal 2.
También fueron inaugurándose emisoras en diversas ciudades del país como
Salta,
Neuquén,
La Rioja,
Santa Fe,
Rosario,
Córdoba,
Mar del Plata,
Bahía Blanca,
Mendoza,
etc.
Pese al hecho de que la legislación no permitía que empresas extranjeras participaran del negocio televisivo, de todas maneras los tres canales privados capitalinos tuvieron en sus comienzos un "padrino" perteneciente a las tres grandes televisoras estadounidenses ("Big Three"), como accionista y proveedor exclusivo de tecnología y contenidos: NBC de Canal 9, CBS de Canal 13 y ABC de Canal 11, relación que se extinguió con los años, puesto que la propuesta original de éstos, dirigida a la clase media y a un público principalmente familiar, no tuvo mucho éxito frente a la rápida masificación de la TV, por lo que en 1963 Canal 9 pasó a manos del empresario teatral Alejandro Romay, mientras que en 1970, Canal 11 fue adquirido por Héctor Ricardo García, dueño del diario Crónica, quienes le dieron a ambos canales una orientación más popular, además de desarrollar la televisión periodística en el país. Sin embargo, Canal 13 no vería cambios en su propiedad ni en su estilo.

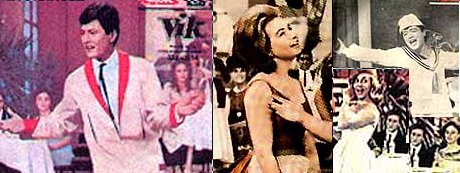
A principios de los años 1960, Canal 13 emite los sábados a la noche El Club del Clan, un programa musical con cantantes de la nueva ola, que logró ser un suceso alcanzando más de 50 puntos de rating y convirtiendo en estrellas a Palito Ortega, Violeta Rivas y Raúl Lavié, entre otros.

La llegada de la TV privada en la década de 1960 también significó el arribo de adelantos técnicos notables como la máquina Ampex que permitía la grabación en carreteles de cinta sin cortes, así como de una ofensiva publicitaria que desechó las placas estáticas y donde las propias emisoras comercializaban los segundos de aire a través de sus gerencias comerciales, y en una industria que crecía a su sombra y retroalimentaba su funcionamiento. La relativa estabilidad política y económica de la época de Arturo Illia generó un aumento explosivo en la cantidad de aparatos, surgieron revistas especializadas como Antena, Canal TV y TV Guía que otorgaban la programación completa de la semana, mientras que otras revistas de espectáculos como Radiolandia empezaron a centrarse en el medio y las mediciones de audiencia (rating) daban cuenta de los programas preferidos por el público: humorísticos como Felipe, Viendo a Biondi y Telecómicos; comedias como Dr. Cándido Pérez, señoras, La familia Falcón y La nena; telenovelas como El amor tiene cara de mujer y Cuatro hombres para Eva; además de series de acción y comedias estadounidenses: El fugitivo, Bonanza, Combate, Ruta 66, La caldera del diablo, Yo quiero a Lucy, Los tres chiflados, El show de Dick Van Dyke, Disneylandia, Lassie, Rin Tin Tin, etc.
Entre 1964-1968 fue emitida Ayer, la primera serie documental de la televisión nacional y una de las primeras del mundo. Aparecieron también programas destinados a segmentos particulares de la audiencia: infantiles como Titanes en el ring, El Capitán Piluso y El flequillo de Balá; juveniles como El club del clan y Escala musical; o femeninos como Buenas tardes, mucho gusto. Los fines de semana tenían gran impacto receptivo los programas de larga duración en vivo, conocidos como ómnibus: el pionero Sábados circulares, Sábados continuados, Sábados de la bondad y Domingos de mi ciudad, luego convertido en Feliz domingo para la juventud. La década cerró con la cobertura de la llegada del hombre a la Luna el 20 de julio de 1969, la inauguración de la primera estación de comunicaciones vía satélite, en Balcarce, el 20 de septiembre, y el éxito de programas hoy ya clásicos como Los Campanelli, Telenoche, Almorzando con Mirtha Legrand y La campana de cristal.

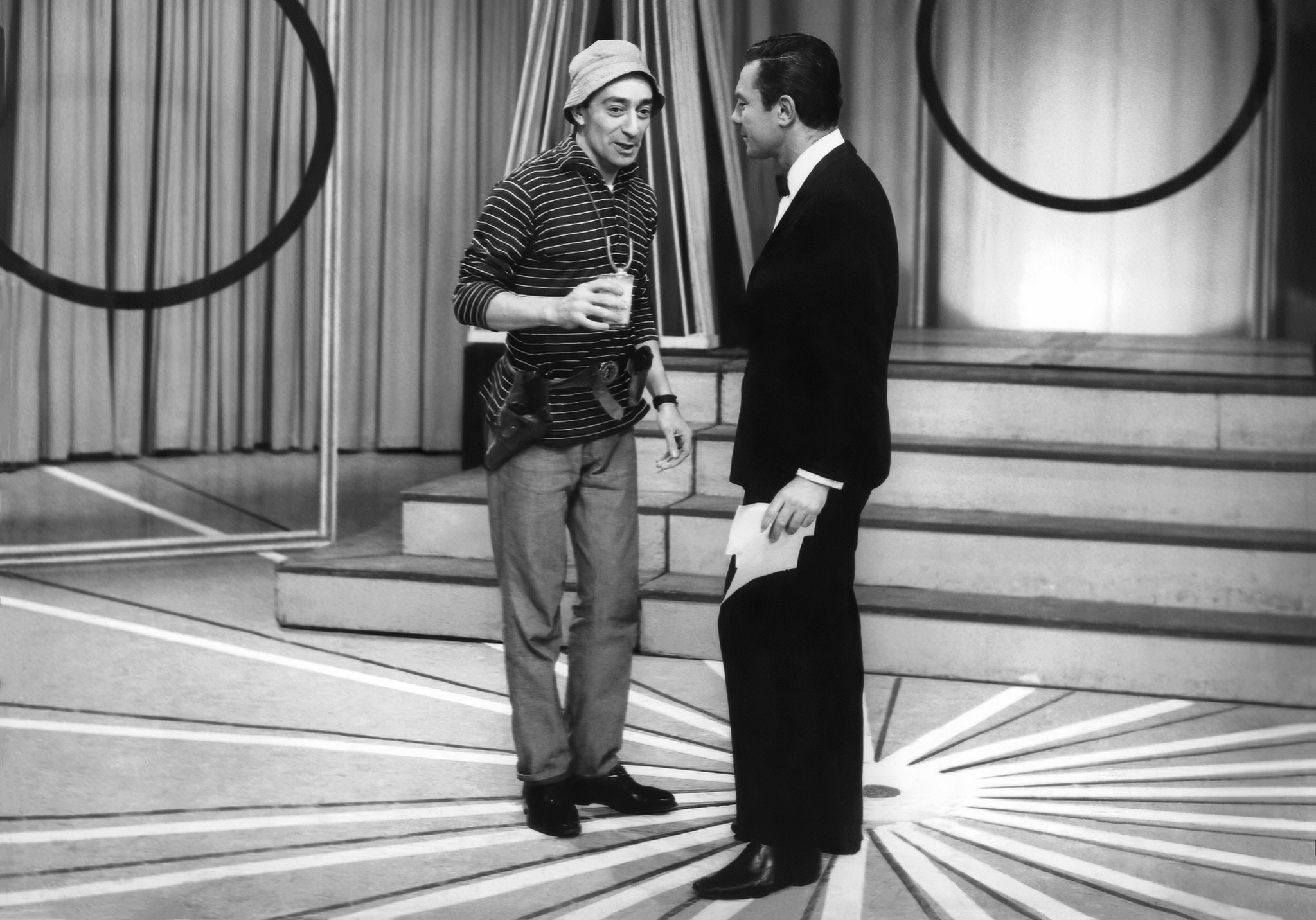
En 1960, Canal 9 emite en las tardes, un programa infantil para la merienda de los más pequeños del hogar; El Capitán Piluso, protagonizado por Alberto Olmedo. El programa fue un éxito de audiencia manteniéndose durante tres años en el 9, para luego emigrar a Canal 7 y Canal 2, por otras tres años más.

Paralelamente los canales del interior comenzaron a incorporar las máquinas grabadoras, retransmitiendo la programación de Capital Federal en diferido. La escasa calidad de la señal más allá de los 60 kilómetros de las antenas emisoras llevó a la instalación de repetidoras, además de la creación de los primeros circuitos cerrados en diversas localidades, naciendo la televisión por cable.
En 1969, se dio un gran avance para el país en materia televisiva que achicó la escala global. En la ciudad bonaerense de Balcarce, se instaló la primera estación terrena que permitió las transmisiones vía satélite. Sin embargo, la fragilidad inicial en el uso de esa tecnología se percibe en el hecho, por ejemplo, de la llegada del hombre a la Luna, el primer acontecimiento que se transmitiría en directo, que no se supo hasta último momento si se podría ver o no.
Durante aquel año, el canal 13 intentó llevar a cabo transmisiones experimentales multicromáticas bajo el sistema NTSC, pero el Gobierno rechazó la petición de Goar Mestre por la crisis económica que vivía el país en aquel entonces.

### La TV de los 1970's
En la década de 1970 continuó creciendo la oferta segmentada: musicales como Música en libertad, Alta tensión y Boom 70 en Canal 2 con bandas presentadas por Johnny Allon  para la juventud, Grandes valores del tango y Asado con cuentos de Luis Landriscina para el público mayor; transmisiones deportivas como las peleas de boxeo de Carlos Monzón y Víctor Galíndez, y el Mundial de Fútbol de 1974; humorísticos como La tuerca, Hupomorpo, Operación Ja Ja y El chupete; concursos como Si lo sabe cante y Yo me quiero casar, ¿y usted? de Roberto Galán; los dramas unitarios entre los que se destacaba Cosa juzgada, con uno de los mejores elencos de la escena nacional y dirigido por David Stivel.
Las telenovelas por su parte, comenzaron a ocupar la franja nocturna, sucediéndose los grandes éxitos de Alberto Migré como Rolando Rivas, taxista, Pobre diabla, Dos a quererse y Piel naranja, consagrando a nuevas figuras formadas en el medio: Soledad Silveyra, Claudio García Satur, Beatriz Taibo, Arturo Puig, María de los Ángeles Medrano, Claudio Levrino, Arnaldo André, etc.

#### Intervención estatal
El hecho de que las licitaciones de los canales privados fueron realizados por un gobierno de facto generó varios cuestionamientos respecto a su legitimidad. En 1968, se decretó que las licencias debían ser renovadas cada 15 años, por lo que en 1973, las concesiones expiraron, pero nunca se realizaron las licitaciones necesarias, por lo que los canales 9, 11 y 13 se hallaron en una situación de irregularidad. Los canales privados fueron intervenidos por el Estado Nacional, en forma parcial y luego definitiva mediante decreto del gobierno de María Estela Martínez de Perón del 1 de agosto de 1974, sosteniendo que la Argentina no estaba en condiciones de tener canales comerciales, y que la televisión debía adoptar un modelo similar al europeo, dominado por las instituciones públicas.

#### Dictadura militar
Tras el golpe de Estado del 24 de marzo de 1976 y la instauración de la dictadura cívico-militar, los canales de televisión anteriormente de privados pasaron a ser controlados por las Fuerzas Armadas: el Canal 9 por el Ejército, el Canal 11 por la Fuerza Aérea y el Canal 13 por la Armada. Canal 2 fue intervenido por el Gobierno de la Provincia de Buenos Aires. Una situación similar se vio en el caso de las estaciones del interior, exceptuándose aquellas propiedad de instituciones públicas o de universidades. Esta situación se mantendría hasta el retorno de la democracia.

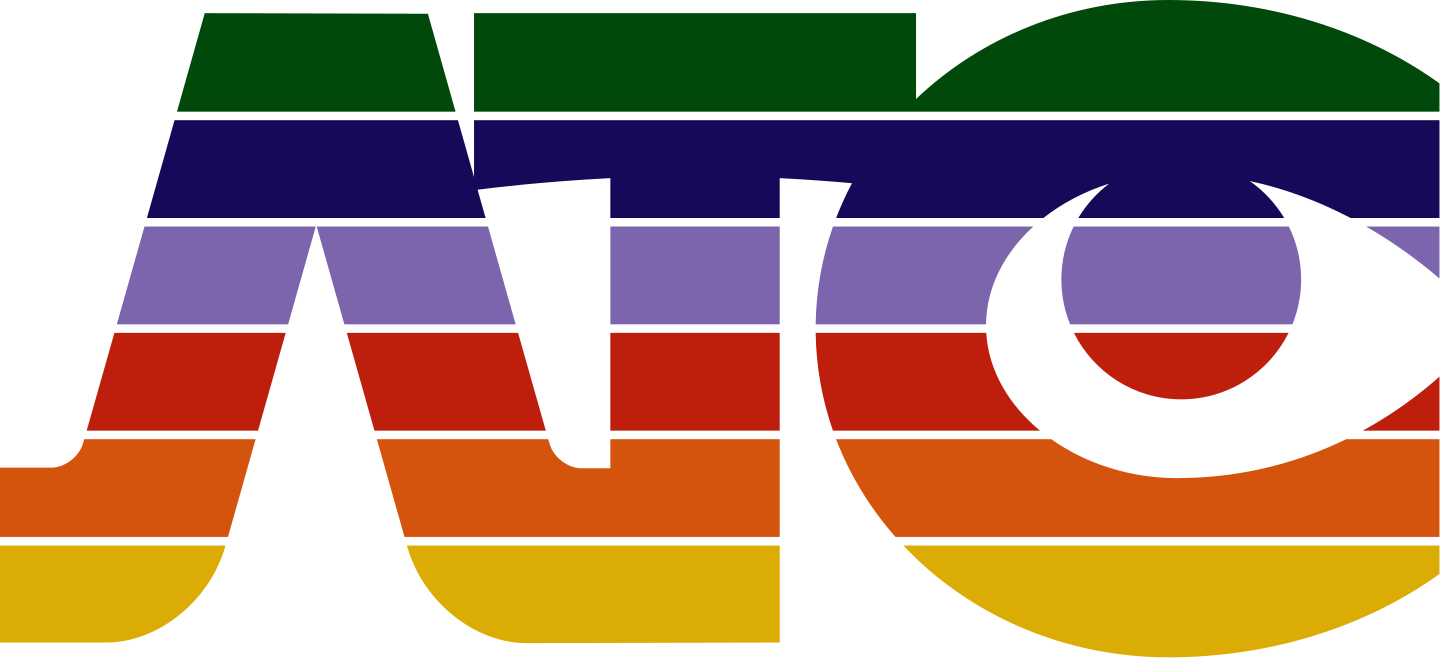
El 3 de mayo de 1979, Canal 7 pasa a llamarse Argentina Televisora Color (ATC) y comienza a transmitir desde el complejo construido en Figueroa Alcorta 2977. Desde el 1 de mayo de 1980 emite su programación a color.

La censura, que se había comenzado a sentir con la estatización, se hizo aún más férrea durante la dictadura. Se impusieron las listas negras: figuras como Norma Aleandro, Marilina Ross, Juan Carlos Gené, Irma Roy, Luis Politti, Federico Luppi, Bárbara Mujica, Carlos Carella, Héctor Alterio, David Stivel, entre otras, ya amenazadas durante el gobierno anterior por la llamada Triple A, fueron prohibidas o exiliadas por decisión de la Junta Militar. Asimismo fueron víctimas numerosos periodistas del medio.
Argentina organiza el Mundial de Fútbol de 1978, por lo que se decide transmitir el evento por televisión en color, adoptando el sistema PAL-N. Se construyó un complejo de transmisión situado en la avenida Figueroa Alcorta 2977 de la Ciudad de Buenos Aires con una estructura edilicia única en Argentina diseñada para funcionar como una emisora de televisión (por ej., sus estudios están flotando y recubiertos en una cápsula de aire, evitando filtraciones de sonidos de aviones que sobrevuelan continuamente, etc). Fue inaugurado a principios de 1978, denominado originalmente Argentina 78 Televisora / Centro de Producción a colores Buenos Aires, con equipamiento traído de Europa por la británica Thames Television. Sin embargo, la transmisión al aire del Mundial 78 se realizó en color solo para la provincia de Buenos Aires y el exterior, mientras que en el interior solo pudo ver el torneo en blanco y negro, salvo por la final del evento, emitida a colores por todo el país. Finalizado el campeonato, el complejo fue otorgado a Canal 7, que el 3 de mayo de 1979 pasa a llamarse (ATC) Argentina Televisora Color identificación creada bajo la dirección de Carlos Montero padre. Otros nombres propuestos eran: Televisión Nacional de Argentina, Televisión Argentina, Radio-Televisión Argentina, Primera Televisión Argentina y Red de Televisión del Estado. La inauguración oficial de las transmisiones en color fue el 1 de mayo de 1980.
Durante la dictadura se impuso una televisión más pedestre y de énfasis familiar, dominado por series estadounidenses como: El hombre nuclear, La mujer biónica, Las calles de San Francisco, Kojak, SWAT, Los ángeles de Charlie, etc. Las telenovelas incorporaron a niños o adolescentes en sus roles protagónicos, como Andrea del Boca o Las Trillizas de Oro, o reeditaron viejas historias como Rosa... de lejos (inspirada en Simplemente María) que se convierte en un éxito de audiencia con más de 60 puntos de Rating, a las que se sumaron otras de origen latinoamericano, sobre todo mexicanas, de bajo costo para la situación cambiaria de la época. Otros programas de estos años fueron Tiempo nuevo de Bernardo Neustadt, Pinky y la noticia, El show de Velasco Ferrero, La hora de Andrés y El Rafa. Un hito aparte lo constituyó Videoshow de Cacho Fontana, el primer programa en utilizar una videocámara.
En 1980, sobre el antecedente de la Comisión Nacional de Radio y Televisión (CONART) creada en 1972, fue establecido el Comité Federal de Radiodifusión (COMFER) con el fin de controlar el funcionamiento de los medios audiovisuales. Paralelamente fue promulgado el Decreto-Ley 22.285 de Radiodifusión, que mantuvo su vigencia, por casi tres décadas.
Entre los años 1980 y 1982, comenzó a emitirse –por Argentina Televisora Color– Microhistorias del mundo, las primeras microhistorias en habla hispana. Fueron creadas por Carlos Alberto Aguilar, quien se desempeñaba en ATC como productor ejecutivo de un programa infantil y ante la proximidad del 170.º aniversario de la Revolución de Mayo, creyó posible contar historias de Militares buenos –a partir de las biografías de próceres y sucesos argentinos–, en contraposición al gobierno de facto. Para cumplir su objetivo, debió sortear ciertas pautas de la censura impuesta por el COMFER, realizando un ensayo, bajo el criterio y metodología de la microhistoria. Al finalizar el año 1981, la conjunción del ciclo presentaba una versión diferente de la historia oficial impuesta por la dictadura y una línea editorial inadvertida por el aparato de censura durante las emisiones individuales, habiendo insertado en el contexto de las narraciones, las biografías de Juana Azurduy, Felipe Varela y otras temáticas consideradas «subversivas», como lo fue también el Martín Fierro o la vida de Jesús de Nazaret. Al concluir la guerra de las Malvinas, Microhistorias del mundo fue quitada de la programación del canal y los episodios emitidos habrían sido borrados entonces.
El 8 y 9 de mayo de 1982, y en plena guerra de las Malvinas, sucedió un hecho histórico en la televisión argentina. ATC decidió realizar una maratón televisiva denominada Las 24 horas de las Malvinas, cuyo objetivo principal era recaudar fondos para los soldados que combatían en las Islas Malvinas. El programa fue conducido por Lidia Satragno y Jorge Fontana junto a una decena de actores, cantantes, deportistas y otras personalidades, que donaban objetos personales al Fondo Patriótico Malvinas Argentinas, y alcanzó un rating de 52.2 puntos. Luego de 24 horas donde se exaltaba el espíritu patriótico de la audiencia, se logró reunir la inusitada cifra de 50 millones de dólares, con grandes dudas si lo recaudado llegó a destino.

### La TV de los 1980's
El retorno de la democracia el 10 de diciembre de 1983, trajo aires frescos en la sociedad y por ende en la televisión, que renovó formatos y lenguajes, mostrando el grado de creatividad y madurez que el medio podía alcanzar. Ya en la última etapa de la dictadura, algunos productos ciertamente audaces para ese momento, marcaron el rumbo de lo que vendría: Nosotros y los miedos de Diana Álvarez y Compromiso de Rodolfo Hoppe y Alejandro Doria, dramas unitarios que abordaban temáticas profundas, incluso las relacionadas con el pasado reciente del país; Semanario insólito de Carlos Alberto Aguilar, el primer noticiero humorístico de la televisión argentina y probablemente del habla hispana, el cual inspiró más tarde a, La noticia rebelde, Caiga quien Caiga, entre muchísimos otros programas. Algunos de los conductores más importantes de esta década, fueron Jorge Guinzburg, Carlos Abrevaya y Adolfo Castelo, entre otros.

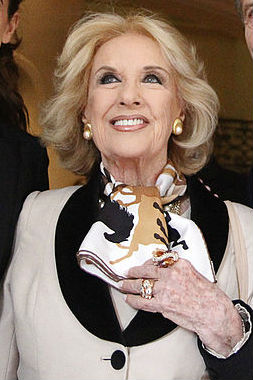
Mirtha Legrand conduce desde 1968 Almorzando con Mirtha Legrand, el segundo programa más longevo de la historia de la televisión argentina, con más de 50 temporadas al aire.

En el verano de 1982 surgen los primeros intentos de re-licitar los canales estatizados, aunque la guerra de las Malvinas significó su aplazamiento hasta 1983. Alejandro Romay retomó la conducción de Canal 9, haciéndose efectiva el 25 de mayo de 1984 luego de un período de seis meses de transición que sentó las bases para que el canal se mantuviera en el primer puesto durante el resto de la década. Paralelamente, Canal 2 fue otorgado a José Irusta Cornet, quien entre 1987 y 1988 se asoció con Héctor Ricardo García, llegando a competir con el canal de Romay, pero los desacuerdos por el tono sensacionalista y "sangriento" impulsado por el exjefe de Teleonce terminaron en tribunales. La propiedad de los canales del interior fue devuelta a sus anteriores dueños. En cuanto a los Canales 11 y 13, su licitación se declaró desierta al no haber interesados, y por lo tanto, continuaron bajo administración estatal durante el gobierno de Raúl Alfonsín, siendo privatizados por el de Carlos Menem el 20 de diciembre de 1989, luego de meses durante los cuales se rumoreó de un cierre por la crisis económica.
Entre los programas destacados de estos años pueden mencionarse: dramas unitarios como Situación límite, Alguien como usted, Vínculos, De fulanas y menganas y Hombres de ley; dramas en serie como Tiempo Cumplido, Historia de un trepador y Contracara; humorísticos como No toca botón, Calabromas, Hiperhumor, Las mil y una de Sapag y Las gatitas y ratones de Porcel; concursos como Finalísima del humor, Seis para triunfar, Atrévase a soñar y Hola Susana; comedias como Mesa de noticias, Buscavidas, Supermingo, De carne somos, la juvenil Clave de Sol; en tanto que los programas ómnibus continuaron dominando los fines de semana, como Badía y compañía de Juan Alberto Badía o La noche del domingo de Gerardo Sofovich.
A partir de 1986, fue autorizado el uso de los satélites para la transmisión de televisión y radio tanto dentro del país como hacia el exterior, permitiendo asimismo la recepción de cadenas extranjeras. Esto conformó una de las principales ofertas de la televisión por cable, que comenzó su gran desarrollo.

### La TV de los 1990's
El 15 de enero de 1990 fueron efectivizadas las licencias de los Canales 11 y 13: Canal 11 fue otorgada a Televisión Federal, integrada por Televisoras Provinciales -agrupación de canales del interior- y Editorial Atlántida, pasando a llamarse Telefe; Canal 13 quedó en manos de Arte Radiotelevisivo Argentino (Artear), del Grupo Clarín y Canal 2, luego de la fallida gestión anterior, fue adquirido por Eduardo Eurnekián renombrandolo América Te Ve, el 15 de abril de 1991.
A partir de 1990, Telefe superó a Canal 9 luego de más de seis años de liderazgo indiscutido, cuya única competencia de peso previa había sido el ambicioso Teledós de la época de García.
Además del retorno de los canales a manos privadas, la década de 1990 produjo otros cambios. Se liberaron señales y frecuencias; surgieron poderosos multimedios que comenzaron a concentrar en una sola empresa diferentes medios de comunicación, y a su vez en éstos se hizo cada vez mayor la participación de grupos extranjeros en su composición accionaria.

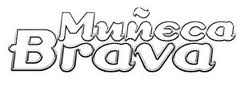
Muñeca Brava, transmitida por Telefe en los mediodías de 1998 y 1999, fue una de las telenovelas más exitosas de los 90. Protagonizada por Natalia Oreiro y Facundo Arana, fue exportada a más de 80 países y traducida a 50 idiomas.

Por otra parte, el incremento del zapping generó desde la propia televisión una retórica más audaz e impactante, en muchos casos marcadamente sensacionalista, a fin de mantener al público cautivo. Indirectamente se vio afectada la difusión de material fílmico, ganando los contenidos de actualidad aunque no siempre en calidad. Las viejas figuras dieron paso a los jóvenes de entonces como Mario Pergolini, Marcelo Tinelli, Adrián Suar, Cris Morena, entre otros, aunque continuaron algunas de larga data como Mirtha Legrand o Susana Giménez repitiendo fórmulas de éxito seguro.
El videocable, con su oferta de canales extranjeros, permitió la llegada de series originales sin doblaje: Los Simpson, Friends, Seinfeld, La niñera y Los expedientes secretos X. El público infantil también tuvo sus principales referentes en productos importados, proliferando dibujos animados con monstruos y criaturas extrañas. El deporte pasó a ocupar un rol destacado, con canales de dedicación exclusiva.
Frente a esto, la TV de aire logró retener la atención del público, sobre todo en los primeros años de la década, con diversos productos: dramas unitarios como Atreverse y Alta comedia; dramas en serie como Zona de riesgo y El precio del poder; humorísticos como El palacio de la risa, Peor es nada, Juana y sus hermanas, Cha cha cha, Videomatch y Caiga quien caiga; comedias como Amigos son los amigos, ¡Grande pa!, El gordo y el flaco, La familia Benvenuto, La banda del Golden Rocket, Son de Diez, Mi cuñado y Un hermano es un hermano; concursos como Ta Te Show, Nico y Tiempo de Siembra; musicales como Ritmo de la noche; femeninos como Utilísima; infantiles como El show de Xuxa, El agujerito sin fin; juveniles como Jugate conmigo y La TV ataca; evocativos como Siglo 20 cambalache de Fernando Bravo y Teté Coustarot. En los 90 Juan Alberto Badia volvió a presentar un programa innovador; en este caso, Imagen de Radio, convirtiéndose en pionero de la "televisacion" de la radio.
A partir de mediados de la década, el perfil de los canales comerciales pasa a concentrarse en los públicos femenino y popular al afianzarse el videocable entre los demás grupos demográficos, como ocurrió en el resto de América Latina. Al mismo tiempo, el horario central pasó a ser ocupado por programas diarios (denominados como "tiras") en lugar de semanales como hasta entonces, principalmente telenovelas y comedias como Más allá del horizonte, Perla negra, Por siempre mujercitas, Ricos y famosos, Naranja y media, Gasoleros, Verano del '98, Campeones de la vida. En horario vespertino fueron ganando espacio los talk shows y programas de espectáculos; aunque la ficción prevaleció en comedias juveniles como Muñeca Brava, Montaña rusa, Chiquititas o Cebollitas, además de los consagrados culebrones.

### La TV del 2000
En la primera década del 2000, la televisión vio la llegada de diversos reality shows como las primeras ediciones de Gran Hermano, Operación Triunfo, Popstars, El Bar o Bailando por un sueño.
Las series y unitarios cobraron gran popularidad destacándose; Vulnerables, Okupas, Tiempo final, Culpables, Los Simuladores, Tumberos, Disputas, Locas de Amor, Mujeres asesinas, Socias y Tratame bien entre otros. Durante esta década también fue habitual ver adaptaciones locales de sitcoms estadounidenses como; La niñera, ¿Quién es el jefe?, Casados con hijos, Hechizada o Amas de casa desesperadas. También se realizaron producciones propias como; Amor mío, Durmiendo con mi jefe, Una familia especial, Sin código, Mosca & Smith, Hermanos y detectives y B&B.
Las telenovelas y culebrones siguieron siendo las preferidas de la audiencia, entre ellas; El sodero de mi vida, Son Amores, Resistiré, Padre Coraje, Costumbres Argentinas, Soy Gitano, Los Roldan, Amor en Custodia, Sos mi vida, Montecristo, Lalola, Vidas Robadas, Los exitosos Pells, Por amor a vos, Don Juan y su bella dama y Valientes, entre otros. Las series y telenovelas infantiles y juveniles fueron tan exitosas que lograron traspasar fronteras; Rebelde Way, Frecuencia 04, Floricienta, Patito feo o Casi ángeles entre otras. Además, los canales decidieron poner al aire telenovelas extranjeras que lograron altos índices de audiencia como; la venezolana Mi gorda bella, las colombianas como Yo soy Betty, la fea, Pasión de gavilanes, la cual rompió récords de audiencia con cuotas de pantalla del 90% y 34 millones de espectadores en todo el país, La tormenta y Doña barbara, las mexicanas como Vivan los niños, El juego de la vida y Amigas y rivales o las brasileñas como El clon, El color del pecado, Lazos de familia e Isaura, la esclava.

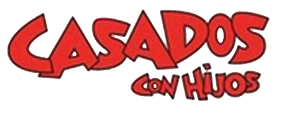
Transmitido por Telefe durante 2005 y 2006, Casados con hijos fue protagonizada por Guillermo Francella y Florencia Peña convirtiéndose en un éxito de audiencia en la TV. Su reflejo del estereotipo de la familia argentina lo transformó en un clásico.

Los programas de entretenimiento más destacados de estos años fueron: Poné a Francella, El show de la tarde, Sabor a mi, Trato hecho, Cuestión de peso, Grandiosas, 12 corazones, el último pasajero, Argentinos por su nombre, Policías en acción, Intrusos en el espectáculo, La cornisa, Duro de domar o Algo habrán hecho por la historia argentina, además de los infaltables, Showmatch, Almorzando con Mirtha Legrand y Susana Giménez.
La incorporación de las nuevas tecnologías al espacio audiovisual ha creado en la televisión argentina ciertas tendencias, entre ellas: la autoreferencialidad con que se nutre a diario a partir de la disposición inmediata de materiales de archivo; el encubrimiento del carácter ficticio del reality show, presentado como verdad y basado, entre otras cosas, en el uso de múltiples cámaras y micrófonos; la supuesta interacción con el público a través de telefonía celular o Internet y hasta la delegación de aspectos de producción a bajo costo, depositados en usuarios ansiosos de protagonismo.
En 2009, fue aprobada la Ley 26.522 de Servicios de Comunicación Audiovisual, con el propósito de reemplazar a la normativa vigente desde la última dictadura, en tanto que el COMFER como órgano de aplicación y control fue sustituido por la Autoridad Federal de Servicios de Comunicación Audiovisual (AFSCA), si bien aún está en discusión la constitucionalidad de dicha ley y del citado organismo. Tras esto, el Gobierno Nacional se hizo con los derechos televisivos de la Primera División de Argentina y comenzó la transmisión de Fútbol para Todos en el último semestre de 2009.

### La TV del 2010
La televisión actual sigue manteniendo su fisonomía de años anteriores, pero ajiornando su contenido a la actualidad. Los canales de aire transmiten su contenido a través de diversas plataformas y en HD, utilizando aplicaciones para interactuar con el público. Las redes sociales son un pilar importante de la televisión actual, contando con una fuerte presencia en la mayoría de los programas.
Los reality y docu-reality de formatos importados siguen copando horas de aire: Bailando por un sueño, Gran Hermano, Tu cara me suena, MasterChef, Elegidos «la música en tus manos», La voz argentina, Celebrity Splash, Perdidos en la tribu, Soñando por cantar, Soñando por bailar, Cuestión de peso y Bake Off Argentina, entre otros.
En los últimos años el horario matinal de los canales de televisión se ha vuelto sumamente competitivo y las cadenas apuestan a programas que mezclen humor, actualidad y, en algunos casos, cocina, como; Desayuno Americano, AM, antes del mediodía, Morfi, todos a la mesa, y Cocineros Argentinos. Las noticias de la farándula también ocupan un papel importante en la TV; El diario de Mariana, Intrusos en el espectáculo, Infama, Este es el show. Los programas de preguntas y respuestas se han vuelto indispensables en la pantalla (Los 8 escalones, Escape Perfecto, o A todo o nada), así también como humorísticos (Peligro: Sin codificar, Peter Capusotto y sus videos), de interés general (Susana Giménez, Almorzando con Mirtha Legrand, Gracias por venir, gracias por estar, Historias de corazón, PH), deportivos (El show del fútbol, Fútbol permitido, Pasión por el fútbol) y periodísticos (La cornisa, Periodismo para todos, Intratables, 6,7,8).
Las ficciones argentinas (telenovelas, telecomedias, sitcoms, series, unitarios) poseen una fuerte presencia en la actualidad. Entre las ficciones más exitosas de los últimos tiempos se destacan; Graduados, Dulce Amor, Los Únicos, Malparida, Farsantes, Guapas, Esperanza mía, Los ricos no piden permiso, Educando a Nina, Amar después de amar, Las Estrellas, Golpe al corazón, Simona, Cien días para enamorarse, Mi hermano es un clon, Campanas en la noche, Argentina, tierra de amor y venganza y Pequeña Victoria. Las adaptaciones locales de la década fueron la versiones de En terapia y Cuéntame cómo pasó. A diferencia de las novelas, las series y unitarios argentinos han demostrado un importante avance cualitativo, logrado en muchas ocasiones gracias a acuerdos con compañías privadas internacionales (Turner, Fox, Viacom)
y planes de fomento estatal (Fomento TDA, INCAA)
que se tradujeron en un aumento considerable de su presupuesto. Se destacan; Para vestir santos,
El hombre de tu vida,
El puntero,
Condicionados,
Tiempos compulsivos,
Historia clínica,
La celebración,
Historia de un clan,
Signos,
El marginal,
Silencios de familia,
Un gallo para Esculapio,
El Maestro,
Sandro de América,
El lobista,
El Tigre Verón,
Tu parte del trato.
Las telenovelas extranjeras, o "enlatadas" son todo un suceso en la actualidad, como las brasileñas
Avenida Brasil y
Rastros de mentiras,
que lograron un éxito de audiencia, así también como telenovelas llegadas de Turquía que generaron un boom durante 2015;
Las mil y una noches,
Ezel o
¿Qué culpa tiene Fatmagül?.
Este año también marcó el inicio de una nueva era para la televisión argentina. Por primera vez, se crearon producciones nacionales en calidad 4K ultra HD, que se estrenó con Esperanza mía, de ElTrece. El canal también puso en práctica el formato para el unitario Signos.
Con el cambio de autoridades gubernamentales a fines de 2015, se modificó la estructura de Fútbol para Todos. En esta nueva etapa, se incorporó como cadena oficial a eltrece, que junto a Telefe y a América transmitirán a los cinco grandes del fútbol argentino, manteniendo el fútbol en pantalla de aire, con apertura a la publicidad privada.
El 30 de mayo de 2016, en el marco de la apertura de la vigésimo séptima temporada de Showmatch, por primera vez en la TV argentina, la red social Twitter lanzó un emoji especial con el logo del programa, que acompañó desde horas previas a la salida al aire al hashtag #Showmatch2016. Desde que se lanzó, alrededor de las 17 horas, el hashtag se convirtió en tendencia, hasta convertirse en Trending topic nacional, y tener buena repercusión a nivel global. El programa, en la premiere de la temporada número veintisiete, promedió 34.6 puntos de rating, con un pico de 36.8, superando por casi tres puntos al debut del 2015, y mejorando los números del 2016 en materia de audiencia según Kantar Ibope Media. Solo fue superado por las transmisiones en conjunto de los superclásicos del fútbol argentino. Por otro lado, para PASCAL Sifema, la emisión obtuvo 32.2 de media de rating, con un share del 66,2%. Para ambas medidoras, el programa dobló en audiencia a su principal competencia, Moisés y los diez mandamientos.
El 3 de julio de 2016, se dio el regreso de la vigésimo novena temporada de Susana Giménez a Telefe, y la quinta de Periodismo para todos, en la pantalla de eltrece. Estas emisiones, que midieron 24.5 (con pico de 29.1) y 18.0 puntos de rating (con 20.2 como mayor marca) respectivamente, sumadas a la entrevista de Cristina Fernández de Kirchner en Economía Política (de C5N, por cable) y a La cornisa, reforzaron la tendencia acerca de que el domingo por la noche es el nuevo prime time elegido por los productores.
El 1 de octubre de 2018, aparece el nuevo canal de aire Net TV, fundado por los empresarios Jorge Fontevecchia y Martín Kweller.

### La TV del 2020
El 14 de marzo de 2022, comenzó un nuevo canal de aire en la TDA: Bravo TV. El 30 de junio de 2023 anunció por Boletín Oficial el apagón analógico para las tramisiones digitales en Capital Federal y Provincia de Buenos Aires que se iniciará el 31 de marzo de 2024 y cesarán el 30 de julio de 2024, después en el sur (Neuquén, Río Negro, Chubut, Santa Cruz y Tierra del Fuego, Antártida e Islas del Atlántico Sur), en el centro (San Juan, Mendoza, San Luis, Córdoba y La Pampa), en el noroeste (Jujuy, Salta, Catamarca, La Rioja, Tucumán y Santiago del Estero) y finalizará el 30 de junio de 2025 en el nordeste (Formosa, Chaco, Santa Fe, Entre Ríos, Corrientes y Misiones).

## Canales de televisión

### Televisión abierta (16)
Los canales de aire más importantes de Argentina transmiten desde la Ciudad Autónoma de Buenos Aires, siendo su programación retransmitida por la mayoría de las televisoras del resto del país, a través de los canales provinciales. La Televisión Pública pertenece al estado público y nacional, mientras América TV, Canal 9, Telefe, Canal 13, Net TV y Bravo TV, pertenecen a empresas privadas.
Los canales de televisión privados solamente se transmiten en la Zona AMBA y La Plata, no poseen cobertura nacional (solamente pueden ser vistos de manera directa en señales por cable, satélite e IPTV). En vez de ello, 3 de 6 canales tienen canales de televisión afiliados en algunas provincias. Los canales de América Televisión, A24, Telefe y Eltrece, tienen sus propios canales de televisión por provincia, cuya programación varía al del canal de Buenos Aires en favor de programas de interés local, aunque mantiene los programas de mayor importancia o rating de su canal madre. Los canales El Nueve, Net TV, Bravo TV y Caras TV, no tienen canales propios por provincia. Los medios públicos y el canal IP si tienen cobertura nacional, pueden ser vistos en la TDA Argentina y en señal análoga (solamente Televisión Pública) (véase Secretaría de Medios y Comunicación Pública). También son incluidos los canales temáticos pertenecientes a las cadenas principales.
| Logo | Canal                             | Programación                             | Eslogan                      | Inicio de transmisiones            | Propietario                                                            | Operado                                                   | Cobertura | Web                                                        |
| ---- | --------------------------------- | ---------------------------------------- | ---------------------------- | ---------------------------------- | ---------------------------------------------------------------------- | --------------------------------------------------------- | --------- | ---------------------------------------------------------- |
|      | América TV Primario               | Generalista                              | Siempre con vos              | 25 de junio de 1966 (59 años)      | Grupo América Claudio Belocopitt (Privado)                             | América TV S.A.                                           | Nacional  | América TV                                                 |
|      | A24 Temático                      | Noticias                                 | Estás en A24                 | 15 de abril de 1993 (32 años)      | Grupo América Claudio Belocopitt (Privado)                             | América TV S.A.                                           | Nacional  | A24                                                        |
|      | Televisión Pública Primario       | Generalista                              | Con vos en todos lados       | 17 de octubre de 1951 (73 años)    | Estado Argentino Secretaría de Medios y Comunicación Pública (Público) | Radio y Televisión Argentina S.A.                         | Nacional  | Televisión Pública                                         |
|      | Encuentro Temático                | Cultura, documentales y educación        | El conocimiento te trasforma | 5 de marzo de 2007 (18 años)       | Estado Argentino Secretaría de Medios y Comunicación Pública (Público) | Ministerio de Educación                                   | Nacional  | Encuentro                                                  |
|      | Pakapaka Temático                 | Infantil                                 | Inventar el mundo            | 17 de septiembre de 2010 (14 años) | Estado Argentino Secretaría de Medios y Comunicación Pública (Público) | Ministerio de Educación                                   | Nacional  | Pakapaka                                                   |
|      | DeporTV Temático                  | Deportes                                 | Nos une la camiseta          | 21 de febrero de 2013 (12 años)    | Estado Argentino Secretaría de Medios y Comunicación Pública (Público) | Ministerio de Educación                                   | Nacional  | DeporTV                                                    |
|      | Aunar Temático                    | Educativo y cultural                     | Unidos somos más             | 17 de octubre de 2022 (2 años)     | Estado Argentino Secretaría de Medios y Comunicación Pública (Público) | Ministerio de Educación                                   | Nacional  | Aunar                                                      |
|      | Cine.Ar Temático                  | Cine argentino, iberoamericano y europeo | Contenido argentino          | 28 de diciembre de 2010 (14 años)  | Estado Argentino Secretaría de Medios y Comunicación Pública (Público) | Instituto Nacional de Cine y Artes Audiovisuales          | Nacional  | CINE.AR                                                    |
|      | Tec Temático                      | Científica                               | Preguntarnos todo            | 12 de septiembre de 2011 (13 años) | Estado Argentino Secretaría de Medios y Comunicación Pública (Público) | Tecnópolis Ministerio de Ciencia, Tecnología e Innovación | Nacional  | TEC TV                                                     |
|      | Elnueve Primario                  | Generalista                              | Sumate                       | 9 de junio de 1960 (65 años)       | Grupo Octubre (90%) Carlos Lorefice Lynch (10%) (Privado)              | Telearte S.A.                                             | Nacional  | Canal 9                                                    |
|      | Información Periodística Temático | Noticias                                 | Actualidad                   | 17 de octubre de 2020 (4 años)     | Grupo Octubre (90%) Carlos Lorefice Lynch (10%) (Privado)              | Telearte S.A.                                             | Nacional  | Información Periodística                                   |
|      | Telefe Primario                   | Generalista                              | Siempre juntos               | 21 de julio de 1961 (64 años)      | Paramount Global (Privado)                                             | Grupo Telefe                                              | Nacional  | Telefe Archivado el 5 de junio de 2009 en Wayback Machine. |
|      | Eltrece Primario                  | Generalista                              | Prendete al Trece            | 1 de octubre de 1960 (64 años)     | Grupo Clarín (Privado)                                                 | Arte Radiotelevisivo Argentino S.A.                       | Nacional  | Canal 13                                                   |
|      | Net TV Primario                   | Generalista                              | Aire fresco                  | 1 de octubre de 2018 (6 años)      | Editorial Perfil (Privado)                                             | Kuarzo Entertainment Argentina                            | Nacional  | Net TV                                                     |
|      | Bravo TV Secundario               | Generalista                              | El canal de la gente         | 14 de marzo de 2022 (3 años)       | Editorial Perfil (Privado)                                             | Perfil TV S.A.                                            | Nacional  | Bravo TV                                                   |
|      | Caras TV Temático                 | Espectáculos                             | El canal de las celebridades | 4 de marzo de 2024 (1 años)        | Editorial Perfil (Privado)                                             | Revista Caras                                             | Nacional  | Caras TV                                                   |

Notas
1. ↑  En esa fecha nació con el nombre de Tevedos, el 15 de abril de 1991 cambia de nombre a América TV.
2. ↑  En esa fecha nació con el nombre de CVN, el 8 de marzo de 2005 cambia de nombre a A24.
3. ↑  En esa fecha nació con el nombre de LR3 Radio Belgrano Televisión, el 9 de marzo de 2009 cambia de nombre a Televisión Pública.
4. ↑  En esa fecha nació con el nombre de Incaa TV, el 3 de abril de 2017 cambia de nombre a Cine.Ar.
5. ↑  En esa fecha nació con el nombre de Teleonce, el 5 de marzo de 1990 cambia de nombre a Telefe.
6. ↑  En esa fecha nació en alianza con el Grupo Crónica. En 2024, Editorial Perfil adquiere el 100% del canal.

## Canales secundarios de señal abierta (11)
Estos son los canales temáticos de Argentina, 2 de ellos son internacionales (Francia y Rusia). Disponibles en la TDA Argentina.
| Logo | Canal              | Programación             | Eslogan                              | Propietario                                   | Cobertura     | Web                                                              |
| ---- | ------------------ | ------------------------ | ------------------------------------ | --------------------------------------------- | ------------- | ---------------------------------------------------------------- |
|      | Crónica Televisión | Noticias                 | Firme junto al pueblo                | Grupo Crónica                                 | Nacional      | Crónica Televisión                                               |
|      | C5N                | Noticias                 | #LaRealidad                          | Grupo Indalo                                  | Nacional      | C5N                                                              |
|      | La Nación +        | Noticias                 | Periodismo de calidad                | La Nación                                     | Nacional      | La Nación + Archivado el 24 de enero de 2021 en Wayback Machine. |
|      | Canal 26           | Noticias                 |                                      | Telecentro                                    | Nacional      | Canal 26                                                         |
|      | Telemax            | Variedades               |                                      | Telecentro                                    | Nacional      |                                                                  |
|      | Construir TV       | Comunitario              | Todos los trabajos en un solo canal  | Fundación UOCRA                               | Nacional      |                                                                  |
|      | Orbe 21            | Religioso                |                                      | Arquidiócesis de Buenos Aires                 | Internacional | Orbe 21                                                          |
|      | Unife              | Religioso                | Sumate a UNIFE. Sumate a un buen día | Iglesia Universal del Reino de Dios           | Nacional      | UNIFE                                                            |
|      | France 24          | Noticias internacionales | Noticias internacionales 24/24 horas | France Médias Monde                           | Internacional | France 24                                                        |
|      | RT en Español      | Noticias internacionales | Sepa más                             | Gobierno de la Federación de Rusia TV-Nóvosti | Internacional | RT en Español                                                    |

## Canales regionales del interior del país
Cada una de las Provincias de Argentina tienen sus propios canales de televisión, donde se transmiten contenidos propios y contenidos de los Canales Nacionales con sede en la Ciudad Autónoma de Buenos Aires. La Televisión Pública anuncia que llega a unos 27 millones de televidentes en todo el país, lo que equivale aproximadamente a tres cuartas partes de la población argentina. La cobertura del canal estatal depende en parte de una red de repetidoras propias distribuidas en todo el territorio nacional; en otros casos de emisoras locales afiliadas que incluyen programación y publicidad propias; o bien es distribuido a través de los servicios de cable y satelital.
En cuanto a la televisión privada, Telefe y eltrece disponen cada uno de una red de emisoras locales afiliadas, ubicadas en diferentes ciudades. Hasta fines de la década de 1980, la mayoría de ellas retransmitía programas de los canales capitalinos -generalmente en diferido- aunque de ninguno en particular, pero a partir del proceso de privatización de los canales porteños en el que varias de estas televisoras participaron como accionistas, las mismas se convirtieron en repetidoras exclusivas de dichos canales. Más tarde se dio el proceso inverso, donde los multimedios Telefónica y Clarín acapararon a los medios del interior. En las ciudades sede de los canales afiliados, los cableoperadores no pueden colocar en sus grillas las señales satelitales ni tampoco en algunos casos las de alta definición (HD) emitidas directamente desde Buenos Aires, sino que solo se pueden ver las mismas por televisión satelital.
A su vez cada uno de los canales locales tiene llegada no solo a la ciudad sede sino también a una amplia zona circundante a través de sus propias repetidoras, por lo que Telefe y eltrece pueden ser vistos por varios millones de personas en todo el país. Sin embargo, los canales locales muchas veces se exceden en la duración de la tanda publicitaria, con lo que se pierde parte de la programación nacional. Asimismo tienen programación propia, que se emite mayormente fuera del horario central y especialmente los fines de semana, en espacios que normalmente los canales capitalinos cubren con series o películas extranjeras. Dentro de los programas locales se encuentran los noticieros, con conductores y producción propios, retransmitiendo noticias e informes desde Buenos Aires en lo que hace a temas de interés nacional o internacional.
Hay casos en los que en una misma ciudad funcionan filiales de Telefe y eltrece, como Córdoba, Rosario, Mar del Plata, Bahía Blanca. En otros sucede que los canales afiliados se encuentran en ciudades diferentes pero a poca distancia, por lo que el área de cobertura de la emisora de una ciudad alcanza a la otra; tal el caso de Santa Fe y Paraná en el Litoral, Corrientes y Resistencia en el Noreste, Neuquén y General Roca en el Alto Valle del Río Negro. En cuanto a los otros canales de Buenos Aires, América TV dispone de una pequeña red compuesta por 5 canales, mientras que Canal 9 (que fue precursor de este sistema de difusión a fines de los años '80) actualmente no dispone de una red de afiliadas en el interior. De todas maneras, la Ley de Servicios de Comunicación Audiovisual establece que los cableoperadores deben incluir en sus grillas a los canales de la Capital Federal adonde estos no tengan llegada por aire.
Debido al hecho de que la producción propia de las emisoras locales ha sido cada vez más reducida, dedicadas casi enteramente a retransmitir a las capitalinas, la nueva normativa dispone limitaciones en cuanto al porcentaje que los medios del interior pueden difundir de programación generada en Buenos Aires. No todos los canales del interior retransmiten a los de Buenos Aires, sino que además existen muchos que solo difunden programación propia (a excepción de algunas series o películas extranjeras), como el caso de Canal 10 de Córdoba, Canal 13 de San Luis, el Once de Paraná.
En los últimos años se han creado nuevos canales, principalmente de alcance local o comunitario. A partir de lo dispuesto en la nueva legislación, se prevé que el proceso continúe, junto con el desarrollo de la Televisión Digital Abierta (TDA). Asimismo se pretende que las licencias sean otorgadas por partes iguales a los Estados -provinciales o municipales-, empresas privadas y entidades públicas no gubernamentales como universidades, ONG, cooperativas, iglesias, etc.

## Canales provinciales (106)
| Provincia           | Canal de televisión |
| ------------------- | --- |
| Buenos Aires        | Canal 7, El Nueve TV (Bahía Blanca), Canal 10 (Junín), TV Universidad (La Plata), Pares TV (Luján), Canal 11 de La Costa (Mar de Ajó), Canal 8, Canal 10, Canal Universidad (Mar del Plata), Canal 3 (Pinamar), Santa María (San Miguel), Abra TV (Tandil), Canal 12 (Trenque Lauquen) |
| Catamarca           | Airevisión, Catamarca TV, Canal 8, Teletec (San Fernando del Valle de Catamarca) |
| Chaco               | Canal 3, Canal 11 (Machagai), UNCAus TV (Presidencia Roque Sáenz Peña), Canal 9, Somos Uno TV, Ciudad Televisión, Norte Grande Federal TV (Resistencia) |
| Chubut              | Canal 9 (Comodoro Rivadavia), Canal 7 (Rawson), Canal 3 (Trelew) |
| Córdoba             | Telefe Córdoba, Radio María TV, Canal 10, Canal U, El Doce (Córdoba), Canal 13, UniRío TV (Río Cuarto), Uniteve (Villa María) |
| Corrientes          | 5TV, Corrientes TV, 13 Max Televisión, T5 Satelital (Corrientes), Canal 10 (Goya) |
| Entre Ríos          | Canal 5 (Colón), Tele 5 Digital, Speed TV, María Concordia (Concordia), Canal 6 Entre Ríos TV (Crespo), Canal 9 Litoral, El Once (Paraná) |
| Formosa             | Canal 3, Lapacho TV, Iru TV (Formosa) |
| Jujuy               | Canal 7, Canal 2, Canal 4 (San Salvador de Jujuy), Canal 2 (Perico). |
| La Pampa            | Televisión Pública Pampeana (Santa Rosa) |
| La Rioja            | Canal 6 (Anillaco), Canal 9, Canal 13 (La Rioja), Canal 2 (Villa Sanagasta) |
| Mendoza             | El Siete, Canal 9 Televida, Acequia, Señal U (Mendoza), TVA, Telesur, Canal 10 (San Rafael) |
| Misiones            | Canal 9 Norte Misionero (Eldorado), Canal 2, Canal 4, Canal 6 Digital, Misiones Cuatro, Doce TV, Canal 21 TV (Posadas) |
| Neuquén             | Canal 7, RTN (Neuquén) |
| Río Negro           | Canal 10 (General Roca), Wall Kintun TV, El Seis TV (San Carlos de Bariloche), EN TV (Viedma) |
| Salta               | Multivisión Federal, El 10 TV, El Once TV (Salta) |
| San Juan            | Canal 4, Telesol, Telesol Más, Canal 8, 8 Sports, Canal 13, Deportur (San Juan) |
| San Luis            | San Luis + |
| Santa Cruz          | Canal 5, Canal 9, UTN TV (Río Gallegos) |
| Santa Fe            | Vive TV (Funes), El Tres TV, Telefe Rosario (Rosario), Telefe Santa Fe, Litus TV, RTS Televisión Santafesina (Santa Fe) |
| Santiago del Estero | Canal 7 (Santiago del Estero) |
| Tierra del Fuego    | TV Pública Fueguina (Ushuaia) |
| Tucumán             | Canal 5, El Ocho TV, Canal 10, América Tucumán, Prensa Tucumán (San Miguel de Tucumán) |

## Televisión por cable y satelital
En Argentina la televisión por cable aparece en la década de 1960, siendo pioneros los circuitos cerrados de Villa María (Córdoba), Río Cuarto (Córdoba) y Junín (Buenos Aires). Más tarde, en la década de 1980 se desarrolla en las grandes áreas urbanas: en la de Buenos Aires con empresas como Cablevisión y Video Cable Comunicación (VCC). En esta época inicia su gran expansión al incorporar programación segmentada -canales temáticos- y canales extranjeros vía satélite, permitiendo asimismo la llegada directa de la TV capitalina a las provincias.
En lo que hace a la televisión satelital, comienza en la década de 1990 aunque su penetración en el país no ha sido tan importante como la del cable.
En los años '90 la expansión de la televisión por cable llevó al país a un fenómeno inusitado en Argentina, llegando en 1996 al 53% de los hogares. Argentina es el cuarto país del mundo en cuanto al número de abonados a TV por cable, solo superado por Canadá, Estados Unidos y Dinamarca.
En 2013 los servicios de televisión de pago en Argentina llegan al 83% de los hogares, afirmando la tendencia a la migración de la audiencia de la televisión abierta hacia estas plataformas.
Según la medidora Kantar Ibope Media, en datos revelados en el Establishment Survey a través de los años, para 2016 la penetración de la televisión por cable en Argentina bajó a 80,92%, tras haber alcanzado en 2014 (año que superó en audiencia a la televisión abierta) 87,39% sobre el total de televisores en los hogares.

## Canales internacionales por suscripción
Son las señales internacionales de las principales cadenas de televisión de Argentina. Las 5 principales cadenas cuentan con señales para el exterior vía satélite, los cuales transmiten los mismos programas que a nivel nacional (a través de los canales afiliados), excepto algunos que poseen derechos de emisión exclusiva para Argentina, siendo reemplazados por películas, musicales o series antiguas. 1 de ella son repetidora internacional (TVP) y las otras 3 son las versiones internacionales (América, Telefe y El Trece).
| Logo | Canal                            | Programación | Canales participantes                                                                  | Propietario                                 | Empresa operadora de pago        |
| ---- | -------------------------------- | ------------ | -------------------------------------------------------------------------------------- | ------------------------------------------- | -------------------------------- |
|      | América Internacional            | Generalista  | América Televisión y A24                                                               | Grupo América                               | Todos (según operadora por país) |
|      | Televisión Pública Internacional | Generalista  | TV Pública, Encuentro, Pakapaka, CINE.AR, TEC TV y DeporTV                             | Secretaría de Medios y Comunicación Pública | Todos (según operadora por país) |
|      | Telefe Internacional             | Generalista  | Telefe                                                                                 | Paramount Global, Grupo Telefe              | Todos (según operadora por país) |
|      | El Trece Internacional           | Generalista  | El Trece, TN, TyC Sports, Volver, Ciudad Magazine, Metro, América Sports y Canal Rural | Grupo Clarín, Artear                        | Todos (según operadora por país) |

## Señales de TV de pago (31)

### Canales
Existe una amplia variedad de señales temáticas de TV de pago, tanto las que operan desde Argentina como las internacionales que son retransmitidas en el país. Entre los de producción nacional se encuentran:
| Logo | Canal                      | Programación            | Propietario                                             | Cobertura     | Empresa de pago             |
| ---- | -------------------------- | ----------------------- | ------------------------------------------------------- | ------------- | --------------------------- |
|      | Todo Noticias              | Noticias                | Grupo Clarín, Artear                                    | Internacional | Todos (varía según país)    |
|      | TyC Sports                 | Deportes                | Grupo Clarín, Artear                                    | Internacional | Todos (varía según país)    |
|      | América Sports             | Deportes                | Grupo Clarín, Artear                                    | Internacional | Todos (varía según país)    |
|      | El Garage TV               | Automovilismo           | Grupo Clarín, Artear                                    | Internacional | Todos (varía según país)    |
|      | Volver                     | Canal de archivos       | Grupo Clarín, Artear                                    | Nacional      | Todos                       |
|      | Canal (á)                  | Cultural                | Grupo Clarín, Artear                                    | Internacional | Todos (varía según país)    |
|      | Ciudad Magazine            | Entretenimiento         | Grupo Clarín, Artear                                    | Nacional      | Todos                       |
|      | Metro                      | Variedades              | Grupo Clarín, Artear                                    | Internacional | Todos (varía según país)    |
|      | Canal Rural                | Agricultura y ganadería | Grupo Clarín, Artear                                    | Internacional | Todos (varía según país)    |
|      | Quiero música en mi idioma | Musical                 | Grupo Clarín, Artear                                    | Internacional | Todos (varía según país)    |
|      | TNT Sports                 | Deportes                | Warner Bros. Discovery International Argentina          | Internacional | Todos (varía según país)    |
|      | Space                      | Cine, series y deportes | Warner Bros. Discovery International Argentina          | Internacional | Todos (varía según país)    |
|      | Europa Europa              | Cine y series europeas  | AMC Networks International Latin America                | Internacional | Todos (varía según país)    |
|      | Film & Arts                | Cine de arte            | AMC Networks International Latin America                | Internacional | Todos (varía según país)    |
|      | El Gourmet                 | Gastronomía             | AMC Networks International Latin America                | Internacional | Todos (varía según país)    |
|      | Más Chic                   | Estilos de vida         | AMC Networks International Latin America                | Internacional | Todos (varía según país)    |
|      | Canal de la Ciudad         | Cultural                | Secretaría de Medios                                    | Nacional      | Todos                       |
|      | Senado TV                  | Informativo             | Senado de la Nación Argentina                           | Nacional      | Flow y Telecentro           |
|      | Diputados Televisión       | Informativo             | Cámara de Diputados de la Nación Argentina              | Nacional      | Flow, Telecentro y Claro TV |
|      | KZO                        | Generalista             | Editorial Perfil                                        | Nacional      | Flow                        |
|      | Viajar                     | Turismo                 | Non Stop TV                                             | Nacional      | Flow                        |
|      | Argentinísima Satelital    | Variedades              | Nueva Música Producciones                               | Nacional      | Todos                       |
|      | Nueva Imagen TV            | Variedades              | Nueva Imagen                                            | Nacional      | Todos                       |
|      | CM                         | Musical                 | Grupo Olmos                                             | Nacional      | Todos                       |
|      | Music Top TV               | Musical                 | Telecentro                                              | Nacional      | Todos                       |
|      | Tierra Mía TV              | Musical                 | Telecentro                                              | Nacional      | Todos                       |
|      | Allegro HD                 | Musical                 | Grupo Eurochannel                                       | Internacional | Todos (varía según país)    |
|      | Canal Luz                  | Religioso               | Asociación Civil Iglesia Evangélica Misionera Argentina | Internacional | Todos (varía según país)    |
|      | Venus                      | Adultos                 | Claxson Interactive Group                               | Internacional | Todos (varía según país)    |

## Proveedores del cable
Hasta 1997 el servicio de cable estaba a cargo de empresas locales y regionales, la mayor parte de las cuales fueron absorbidas por VCC, Cablevisión, Multicanal y Supercanal, que así se consolidaron como las principales operadoras a nivel nacional; a su vez las tres primeras se fusionaron en 2007. En Capital y Gran Buenos Aires además de Cablevisión funciona Telecentro, en el Gran Buenos Aires TeleRed y Antina.
Estas empresas emplean cable coaxial y fibra híbrida coaxial (HFC) como soporte para su servicio, teniendo el segundo cada vez mayor aplicación en virtud de los nuevos sistemas digitales y también para los servicios triple play.
Los cableoperadores suelen organizar sus grillas por segmentos, aunque la nueva legislación pretende que sea la regla para todos, situando cada segmento en determinada franja de sintonía y que en ellos estén incluidos todos los canales de producción nacional, ya que hay empresas que se niegan a incorporar algunos (al menos en el sistema analógico) para favorecer a los propios. En esto se incluyen las señales públicas de Radio y Televisión Argentina -Encuentro, Paka Paka, INCAA TV- y la internacional de noticias TeleSUR.
La televisión satelital estuvo inicialmente en manos de empresas nacionales y más tarde de las multinacionales Sky y DirecTV. Esta última junto con la nacional InTV son actualmente las principales operadoras del servicio en Argentina.
Para 2014, la distribución por cable operador se da en un proporción desigual. La empresa argentina Cablevisión, posee el 59,53% de los usuarios, quedando lejos con 15,76% la estadounidense DirecTV. En tercer lugar se ubica Supercanal con 6,98% y cuarto Telecentro, con 6,87%; el restante diez por ciento se reparte entre otras empresas.

### Proveedoras de televisión
- Flow
- Telecentro
- DirecTV
- Movistar TV
- Claro TV
- Telered
- Antina
- Gigared
- Super
- INTV

## Galardones
Existen diversos premios otorgados en forma anual a la producción televisiva y de otros medios. Los de mayor popularidad y trayectoria son los Premios Martín Fierro otorgados por la Asociación de Periodistas de la Televisión y la Radiofonía Argentinas (APTRA), instituidos en 1959. Otros premios de gran relevancia son:
- Tato, de la Cámara Argentina de Productoras de Televisión (CAPIT);
- Premios Fund TV, de la Fundación Televisión Educativa.
- Clarín, entregados por el diario homónimo durante 1998 hasta 2009;
- Santa Clara de Asís, de la Liga de Madres de Familia;
- Nuevas Miradas, entregados por la Universidad Nacional de Quilmes.
- Broadcasting, del Grupo de Estudios Broadcasting;
- Prensario, de la revista de espectáculos homónima;

## Audiencia
Los datos cuentan desde 1985, año en que se comienza a medir la audiencia o rating en el país. Hacia 1992, la medición estaba a cargo de Ipsa, a través de un sistema de manual de consulta, a la que se sumó Mercados y Tendencia con el sistema set meter.
En 1993, llegó al país Ibope, actual Kantar Ibope Media, con el sistema people meter, que luego comenzó a ser utilizado por todas las medidoras. Tres años después, ambas empresas se fusionaron, quedando a cargo de Ibope la medición de rating en Argentina.
Desde hace ya algunos años, la televisión abierta argentina va perdiendo encendido, debido al aumento de la industria del cable y de las posibilidades que ofrece internet para seguir la programación diaria, entre otros motivos. Esto hace que se pierdan uno o dos puntos por año de encendido (total de suma de rating de los canales de aire), y que los programas más vistos oscilen entre los 15 y 25 puntos, muy diferente a lo que pasaba antes de la llegada de la TV paga, en donde los programas frecuentaban 40, 50 y hasta 60 puntos.
En 2005, la televisión abierta tenía un promedio de 11.94 puntos de rating (y 65,55% de share), frente a 6.28 de la televisión paga (y 34,45%). Desde entonces, año tras año hasta 2014, fue perdiendo entre uno y medio punto de audiencia con la televisión por cable, que la superó 8.61 a 8.41 en rating, 50,60% a 49,40% en cuota. En 2015, esta ventaja se amplió a más de un punto.
Hoy en día, dicha tendencia es una realidad, al punto de que señales de cable superan en audiencia a las de aire, aunque es excepción cuando se realizan transmisiones deportivas, como mundiales o superclásicos, en donde se promedia hasta casi 50 puntos en canales de aire.
A partir de octubre de 2014, se incorporó la medidora oficial PASCAL Sifema que publica diariamente datos de rating y share, aunque a diferencia de la brasilera Kantar Ibope, ésta contempla las 24 horas del día para los resultados finales. Hoy en día continua con las mediciones, a pesar de no haber difundido los datos por mucho tiempo, entre diciembre de 2015 y enero de 2016.
A mediados de 2015, se instaló una nueva medidora, SMAD (Sistema de Medición de Audiencia Digital), una empresa que trabaja con un sistema distinto al tradicional. Con un universo de hogares mayor al de Kantar Ibope, SMAD lo hace a través de un sistema que produce información sobre los consumos audiovisuales de la población. Dichos datos, se cargan al sistema de manera definitiva, sin ponderación ni validación, y en el análisis permite discriminar las señales en HD entre otras cosas.
Para estimar las mediciones de un día, Kantar Ibope divide el día en tres secciones: Primera tarde (que comprende de 12 a 16 horas), Segunda tarde (que va de 16 a 20) y Prime time (que contempla de 20 a 00). Una vez obtenidos los promedios de cada franja horaria, se utilizan para encontrar la media que el canal obtuvo en el día.
| # | Canal              | Audiencia anual |
| - | ------------------ | --------------- |
| 1 | Telefe             | 8.6             |
| 2 | Canal 13           | 5.9             |
| 3 | Canal 9            | 1.99            |
| 4 | América TV         | 1.95            |
| 5 | Televisión Pública | 1.0             |
| 6 | Net TV             | 0.3             |
| 7 | Bravo TV           | 0.2             |
|   | Total de encendido | 20.0            |

Notas
1. ↑  Audiencias del año 2022, según Kantar Ibope Media.